# 北部海岸 (カリフォルニア州)
カリフォルニア州の北部海岸（英: North Coast、またはレッドウッド・エンパイア、英: Redwood Empire、あるいはレッドウッド海岸、英: Redwood Coast）は、サンフランシスコ・ベイエリアから北のオレゴン州との州境までの太平洋岸地域である。ここには通常南からマリン郡、ソノマ郡、メンドシーノ郡、ハンボルト郡、およびデルノルト郡が含まれる。

## 都市
この地域の大半は田園部であり、人口10万人を超える都市といえば、ソノマ郡のサンタローザ市のみである。地域の都市や町は小さいながらもカリフォルニア州や地域にとって歴史的に重要な役割を果たしてきた。

### 郡と郡庁所在地
| 北部海岸の郡と郡庁所在地 |                        |                  |
| 郡名                     | 人口（2010年国勢調査） | 郡庁所在地       |
| デルノルト郡             | 28,610                 | クレセントシティ |
| ハンボルト郡             | 134,623                | ユーレカ         |
| マリン郡                 | 252,409                | サンラフェル     |
| メンドシーノ郡           | 87,841                 | ユカイア         |
| ソノマ郡                 | 483,878                | サンタローザ     |

## 地理

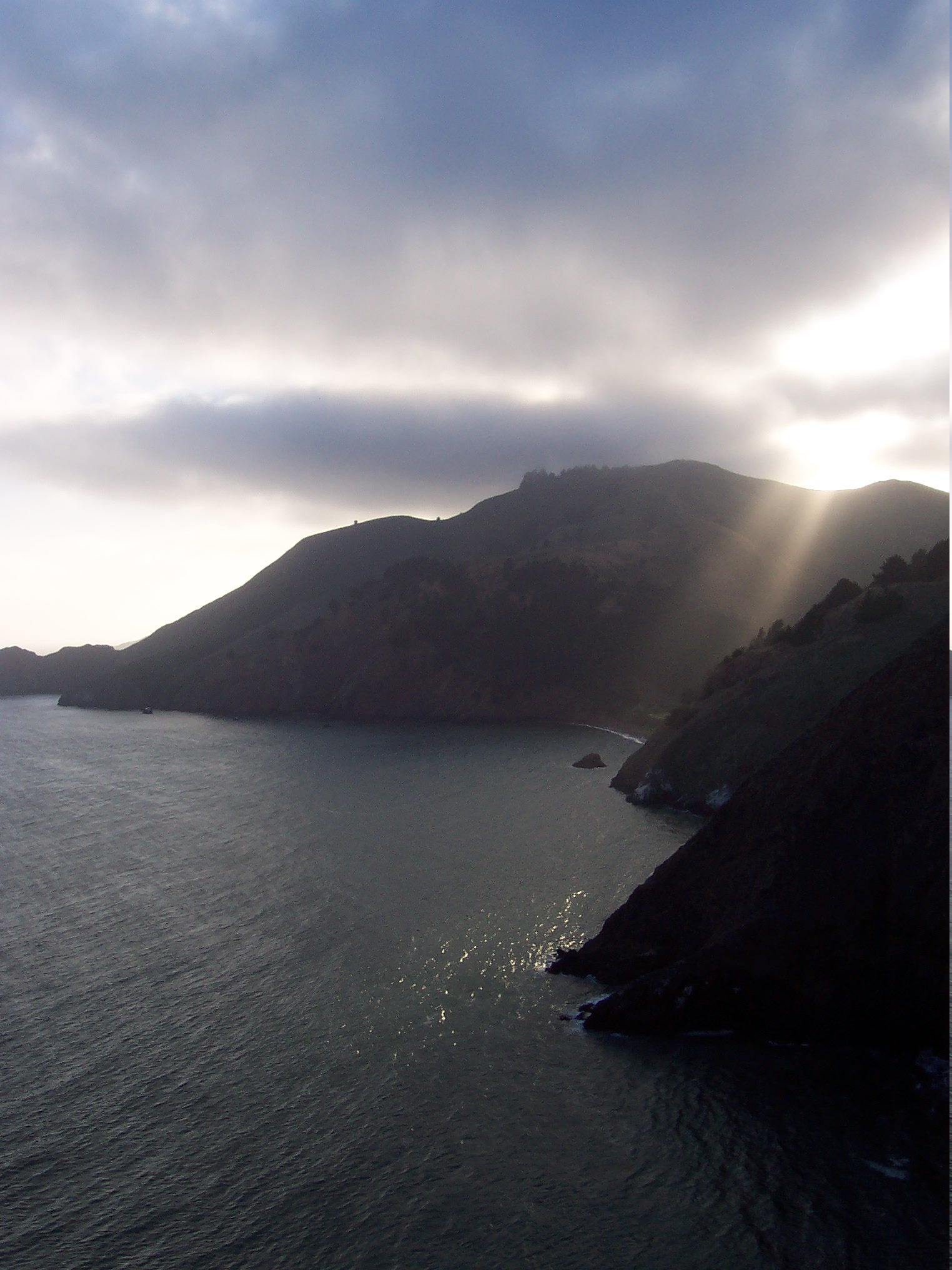
ゴールデンゲートブリッジから見たマリンヘッドランズ

この地域の太平洋岸はサンフランシスコ・ベイエリアから北にハンボルト湾を通り、オレゴン州との州境にまで伸びている。この海岸線は近づけない場所も多く、岩がちな崖や丘、水流やタイドプール潮溜まりがある。内陸に進むと岩だらけの険しい山脈となり、川や狭いものの多い谷や峡谷に区切られ、セコイア（レッドウッド）、ベイマツおよびオークの深い森がある。気候は、霧に閉ざされ、温暖な冬と夏がある海岸部から、長い夏の陽射しで焼けるような内陸部、標高の高い場所では冬の雪に覆われるなど、変化がある。
北部海岸の南部は都市化されているが、他の部分は大半が田園部である。最北の地域は「セコイアのカーテンの背後」にあると言われることも多い。南部のマリンヘッドランズやポイント・レイズ（アメリカ合衆国ナショナル・モニュメント）には著名な海浜があるように、サンフランシスコ・ベイエリアから北には無数の遠隔でほとんど使われていない海浜がある。
セコイアの木の壮大さは、南部のミューア森林国立保護区や北部のハンボルト・レッドウッズ州立公園およびジャイアンツのアベニューで体験できる。セコイアの木は他にも多くの州立公園や地方公園で見ることができ、その大半は北部海岸を抜けるアメリカ国道101号線沿いにある。この地域にあるアームストロング・レッドウッズ州立保護区、プレーリークリーク・レッドウッズ州立公園、デルノルト海岸レッドウッズ州立公園、ジェデディア・スミス・レッドウッズ州立公園およびセコイア国立公園と州立公園を合わせれば、現存する原生セコイアの45％以上が含まれている。

## 交通

### 主要高規格道路
| - 州間高速道路580号線 - アメリカ国道101号線 - カリフォルニア州道1号線 - カリフォルニア州道131号線（ティブロン・ブールバード） - カリフォルニア州道12号線 - カリフォルニア州道37号線 - カリフォルニア州道116号線 - カリフォルニア州道121号線 - カリフォルニア州道128号線 - アメリカ国道199号線 - カリフォルニア州道20号線 - カリフォルニア州道162号線 - カリフォルニア州道175号線 - カリフォルニア州道222号線 | - カリフォルニア州道253号線 - カリフォルニア州道271号線 - カリフォルニア州道36号線 - カリフォルニア州道96号線 - カリフォルニア州道169号線 - カリフォルニア州道200号線 - カリフォルニア州道211号線 - カリフォルニア州道254号線（ジャイアンツのアベニュー - 旧アメリカ国道101号線） - カリフォルニア州道255号線 - カリフォルニア州道271号線 - カリフォルニア州道283号線（旧アメリカ国道101号線） - カリフォルニア州道299号線 - カリフォルニア州道197号線 |

## 関連地域
以下の地域は一部が北部海岸に入っている。
- エメラルド・トライアングル
- ノースベイ
- サンフランシスコ・ベイエリア
- アップステート・カリフォルニア
- ワインカントリー

北部海岸に完全に包含される地域
- ロスト海岸

北部海岸の全体が含まれる地域
- 北カリフォルニア